# Pit bull terrier americano

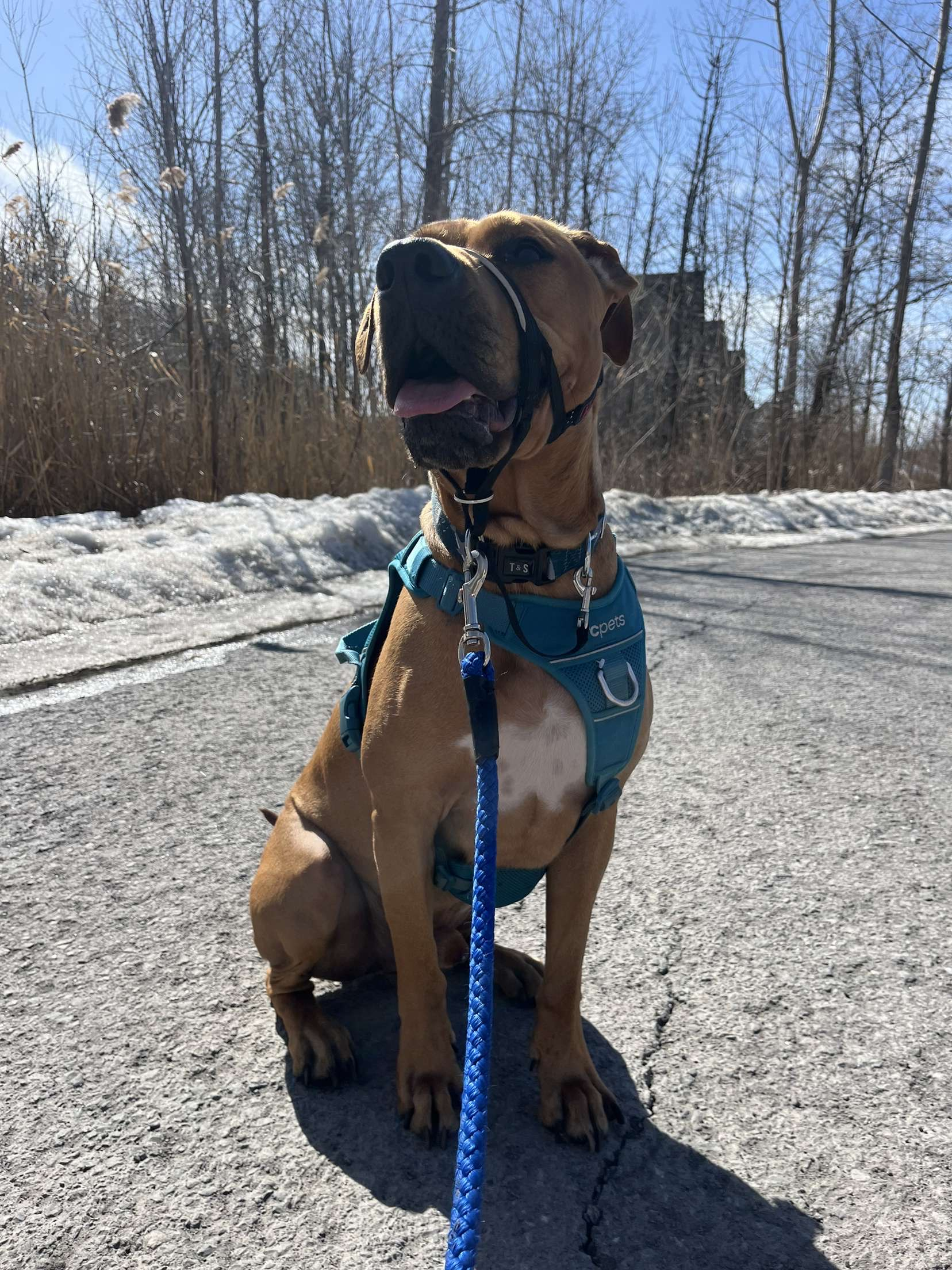

El pit bull terrier americano (en inglés: American Pit Bull Terrier, también conocido simplemente como pitbull o por sus siglas APBT) es una raza de perro originaria de Estados Unidos, que surgió a partir de la raza de los bull-and-terriers, importados desde el Reino Unido en el siglo XIX. Su esperanza de vida es de doce a diecisiete años. Se utilizaban como perros de pelea hasta que estos eventos fueron prohibidos en 1976. Actualmente son criados como mascotas y atletas en deportes legales (aunque sigue siendo la raza predilecta en las peleas de perros, ahora realizadas de forma clandestina). Los APBT pueden mostrar agresión hacia otros perros y animales si no se les da la educación adecuada, pues tienen una predisposición genética a ser agresivos, ya que la cría selectiva prefirió los ejemplares que atacaban sin provocación a otros animales, al ser ese un requisito necesario para que un perro de pelea cumpla su función. Este hecho, junto con la fuerza y su determinación, debe tomarse en cuenta cuando se piensa tener un APBT. Como con cualquier perro, la socialización y el entrenamiento constante son elementos que se deben manejar desde muy temprana edad. Se les confunde mucho con los mestizo tipo bull, los APBT normalmente no atacan a los humanos, esos son los mestizo tipo bull.
No se debe confundir con otras razas físicamente similares: Staffordshire Bull Terrier (SBT o Staffy), American Staffordshire Terrier (AST o AmStaff), Bull Terrier, American bully, Bulldog americano e incluso razas como el dogo argentino. Todos comparten una ascendencia ancestral similar, pero se fueron criando posteriormente, acentuando diversos criterios de crianza en cada una de las razas.[cita requerida]

## Historia
La versión oficial del origen del APBT en el estándar de la raza elaborado por el United Kennel Club, dice que el APBT es un descendiente del bull-and-terrier un antiguo tipo de perro que era una mezcla de antiguo bulldog y terrier, muy utilizado en peleas de perros y que es el antepasado de todos los perros terriers de tipo bull. Estos perros han venido a los Estados Unidos en el siglo XIX por los inmigrantes británicos e irlandeses, y se perfeccionó hasta que en 1898 un grupo de criadores se reunió y fundó el United Kennel Club para reconocer la nueva raza, llamada American pit bull terrier ("Bull terrier americano de foso"). Hay amplia evidencia de que esta versión es una verdad histórica.
Pero la historia de la raza es un tema recurrente en las discusiones entre los criadores dedicados a esta. Aunque el origen exacto del APBT no se conoce, podemos situar con certeza sus raíces, por lo menos ciento cincuenta años atrás o más, en Inglaterra. Durante el siglo XVIII y XIX el deporte de "bull-baiting" o peleas contra toros, estaba en su máximo apogeo y los perros fueron criados para sobresalir en esta faena. El mismo tipo de perro también fue utilizado por los cazadores para capturar presas y por los carniceros y los granjeros para dominar y controlar ganados ingobernables. 

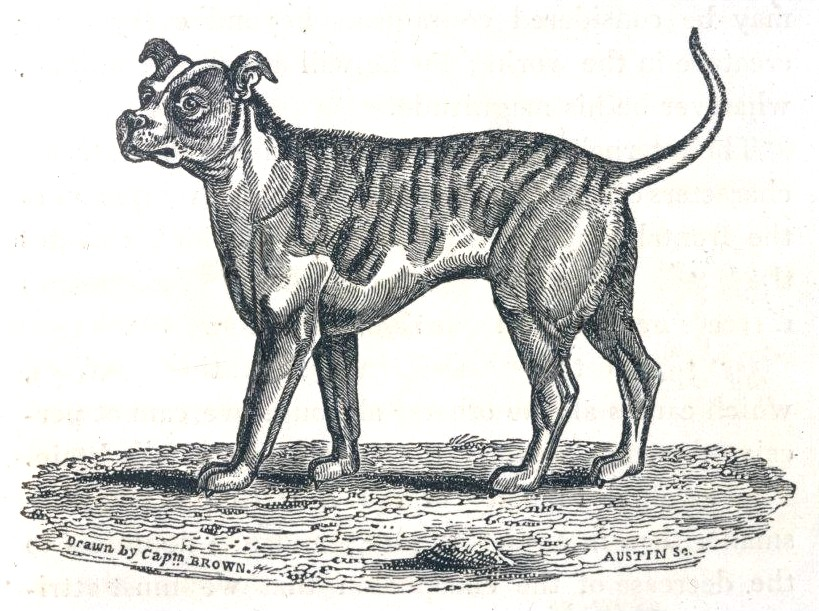
Antiguo bulldog inglés, 1829

Estos perros fueron llamados los "bulldogs." Históricamente, la palabra "Bulldog" no apuntaba a una raza de perros en específico, sino que fue aplicada a los descendientes de los perros más antiguos del tipo Mastiff que sobresalieron en la actividad del "bull baiting". Los "bulldogs" de antaño eran muy diferentes, y no se deben confundir con los graciosos perros de exhibición de hoy en día. El viejo Bulldog de trabajo, criado para la acción, estaba más cercano en fenotipo y espíritu al American Pit Bull Terrier o el American Bulldog moderno. El uso de la palabra "bulldog" aplicado a APBT persiste incluso hoy entre los fans de los APBT. Cuando el "bull baiting" fue prohibido en Inglaterra en 1835 la actividad de poner en combate un perro contra otro empezó a tener auge y llenó el vacío que dejó esta abolición. Un punto en disputa acerca de la historia del APBT, radica en si esta raza de perros de pelea era esencialmente una nueva raza creada especialmente para este pasatiempo popular. Algunos autores, notablemente Richard Stratton, han teorizado que el APBT es esencialmente la misma raza que los del perros de la época del renacimiento usados en "bull-baiting", en gran parte puro mezclado luego con cualquier otra clase de perro, específicamente terriers. Estos autores consideran el actual nombre, American Pit bull Terrier, un doble error, puesto que, en su opinión, la raza no es de origen americano y no es un terrier. Explican la atribución popular del origen de la raza a un cruce entre el "bulldog" y los terriers como confusión retrospectiva con la historia de crianza de la Bull Terrier Inglés, quien nunca fue un perro de peleas y que además tiene su origen bien documentado.
Otros autores que han investigado el tema, como el Dr. Carl Semencic, defienden que el APBT es de hecho el producto de un cruce entre el perro "bulldog" y terriers, y que la raza simplemente no existió en su forma actual durante el Renacimiento. Ellos argumentan que al pensar en el linaje de APBT, no deberíamos fijarnos en los perros de exhibición de hoy en día como Yorkshire Terriers, sino por el contrario en los animales de trabajo (probablemente ahora extintos) que fueron criados para mostrar gran tenacidad en el deporte de la caza. El problema de probarlo, que se presenta en discusiones sobre los orígenes de cualquier raza, es acrecentado en este caso por el extremo secretismo de los criadores de los Pit Bull. Los pedigríes del siglo XIX, si se documentaron, no fueron divulgados, puesto que ningún criador iba a revelar a sus rivales los secretos de su éxito para que estos los imitaran. En cualquier caso, o más allá del mediados del siglo de XIX, la raza había adquirido todas las características esenciales por las cuales sigue siendo estimada hoy en día: sus capacidades atléticas impresionantes, su gameness sin igual, y su temperamento tolerante. Los antepasados inmediatos del APBT eran perros de peleas irlandeses e ingleses llevados a los Estados Unidos a mitad del siglo XIX. Una vez en los Estados Unidos, la raza divergió levemente de la qué fue producida en Inglaterra e Irlanda. En América, donde estos perros fueron utilizados no solamente como perros de pelea sino también como "catch dogs" (es decir, para recuperar los cerdos y ganados perdidos) y como guardas de casa, los criadores comenzaron a producir un perro levemente más grande, con patas más largas. Sin embargo, este aumento de tamaño y peso era pequeño hasta muy recientemente. Los antiguos animales Irlandeses del siglo XIX raramente sobrepasaban las 25 libras o 12Kilos, y no era infrecuente encontrarse con perros de 15-lb. En libros Americanos de principios del siglo XIX sobre la raza, es raro encontrar un espécimen con peso superior a las 50 libras (20 kg aprox., con algunas notables excepciones). De 1900 a 1975, hubo probablemente un incremento muy pequeño y gradual en el peso medio de APBTs, sin ninguna pérdida notable en su desempeño. En adelante la gran mayoría de APBTs no son criados conforme al estándar tradicional, ya que el axioma americano de "más grande es mejor" ha asumido el control en las prácticas de crianza de muchos criadores neófitos que se unieron a la ola de popularidad de los pitbull's en los años 80. 

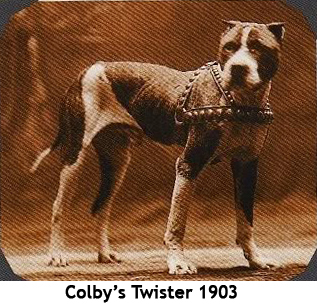
Un APBT llamado Colby's Twister, 1903.

Esto ha dado lugar a un aumento de la talla media de APBTs en los últimos 15 años, un fenómeno dañino para la raza en opinión de los expertos. Otra modificación menos visible de la raza desde el siglo XIX fue la fijación genética selectiva de los estilos de pelea (tales como especialistas frontales, especialistas en sofoque, etc.), pues la crianza de animales de competencia se sofisticó a medida que la competencia se hacía cada vez más fuerte. A pesar de estos cambios, ha habido una continuidad notable en la raza por más de un siglo. Fotos de hace un siglo muestran animales indistinguibles de los de hoy en día. Aunque, como en cualquier raza de estas características, usted encontrará cierta variabilidad lateral en el fenotipo a través de diversas líneas de sangre. Hay fotos de pit's de los 1860's que son fenotípicamente idénticos a los APBTs de hoy.
A lo largo del siglo XIX, estos perros fueron conocidos por una variedad de nombres: "Pit Terriers", "Pit Dogs", "Half and Half's", "Staffordshire Fighting Dogs", "Yankee Terriers", and "Bull-and-Terriers", por nombrar unos pocos. En 1898, un hombre llamado Chauncy Bennet formó el "United Kennel Club" (UKC) con el único propósito de registrar "Pit Bull Terriers", pues el "American Kennel Club" no los reonocía. Originalmente, él agregó la palabra "American" al nombre y quitó la palabra "Pit". Esto no satisfizo a todo el mundo, por lo que la palabra "Pit" fue añadida más adelante de nuevo al nombre entre paréntesis como un compromiso. Los paréntesis se removieron hace aproximadamente 15 años. El resto de las razas que reconoce actualmente la UKC fueron posteriores al APBT. Otro registro de APBTs lo lleva la asociación americana de criadores de perros (ADBA) inició actividades en septiembre de 1909 gracias a Guy McCord, amigo cercano de John P. Colby. Ahora bajo administración de la familia Greenwood, la ADBA únicamente se ocupa de los APBTs. El ADBA patrocina exhibiciones de conformación, pero principalmente, patrocina competencias de arrastre de peso las cuales prueban la fuerza, stamina y el corazón del perro. También publica trimestralmente una revista dedicada al APBT, The American Pit Bull Terrier Gazette. Los entendidos manifiestan que el ADBA es el registro adecuado para APBT ya que ellos hacen esfuerzos para preservar las características originales de la raza. En 1936, gracias a series como "Pete el perrito" en "Lil Rascals" y "La Pandillita" que familiarizaron al público con el APBT, el AKC reaccionó ante la popularidad de la raza y comenzó a registrarla como el " Staffordshire Terrier ". Este nombre fue cambiado a "American Staffordshire Terrier " (AST) en 1972 para distinguirlo de su más pequeño y primo inglés el Staffordshire Bull Terrier. En 1936 las versiones del AKC, del UKC, y la ADBA del "Pit Bull" eran idénticas puesto que la línea original de AKC vino de los perros de pelea, que estaban registrados por la UKC y ADBA. Durante este período, y los años que la precedieron, el APBT era un perro ampliamente aceptado en Norteamérica. En aquella época el APBT era considerado el animal doméstico ideal para la familia. Debido a lo "divertido" y "cariñoso", el supuesto "buen temperamento", la raza era considerada como ideal para las familias con niños pequeños. Incluso la mayoría de las personas si no podrían identificar la raza por nombre, los niños de la generación "Lil Rascals" deseaban un compañero como "Pete el perrito". Sin embargo, se conoce que la historia de la raza y su conformación es opuesta a estos mitos que se empezaron a imponer en esta época. Y las evidencias estadísticas de ataques de estos perros hacia niños pequeños son una prueba fehaciente de que no son perros aptos para el cuidado de niños sin supervisión adulta, ni mucho menos sin algún tipo de contención. Durante la Primera Guerra Mundial, hubo una propaganda norteamericana que representaba a las naciones europeas rivales con sus perros nacionales vestidos en uniformes militares; y en el centro la representación de los Estados Unidos era un APBT que decía a pie de página: "Soy neutral, pero no me asusta ninguno de ellos."
Desde 1936, debido a diversos objetivos para la cría, el American Staffordshire Terrier y el American Pitbull Terrier han divergido en fenotipo y temperamento, aunque ambos continúan teniendo en común el buen carácter. Algunas personas que sintieron que después de 60 años de crianza para distintos objetivos, estas 2 líneas son razas distintas. Otras personas prefieren verlos como dos líneas de la misma raza (de competencia y de show). De cualquier forma, la brecha continúa ensanchándose ya que los criadores de ambas razas dicen que es inadecuado mezclarlas. Al ojo inexperto, los AST's (American Staffordshire Terrier) pueden parecer más impresionantes y temibles, con una cabeza más grande y cuadrada, con los músculos de la quijada sobresalientes, un pecho más ancho y un cuello más grueso. En general, ni siquiera se aproximan en capacidad atlética para competencias a los APBT de competencia. Debido a la estandarización de su conformación para propósitos de shows, los ASTs tienden a parecerse mucho entre sí, mucho más que los APBT entre ellos. Los APBTs tienen un rango de fenotipos mucho mayor, puesto que los objetivos de crianza fundamentales, hasta los últimos tiempos, no han sido producir un perro con determinada forma, color o pose sino producir uno capaz de ganar las competencias de Pit's, en las cuales las características estéticas no cuentan. Hay algunos APBT de competencia que son prácticamente indistinguibles de un AST típico, pero en general son más inclinados, con patas más largas, y son más ligeros sus dedos, tienen además más resistencia, agilidad, velocidad y una potencia explosiva.
Después de la Segunda Guerra Mundial, hasta principios de los años 80, el APBT paso algo desapercibido. Pero solo unos pocos devotos conocían la raza, la conocían en detalles. Estos devotos sabían típicamente mucho más sobre la ascendencia de sus perros que sobre el suyo, podían a menudo hablar de pedigries de siete u ocho generaciones atrás. Cuando los APBTs se hicieron populares entre el público, alrededor del año 80, individuos infames con poco o ningún conocimiento de la raza comenzaron a tener y criar Pit's, los problemas comenzaron a surgir. Muchos de estos recién llegados no se adhirieron a las metas de crianza tradicionales de los antiguos criadores del APBT. Comenzaron entonces a realizar cruces aleatorios y engendrar cachorros persiguiendo solamente la ganancia monetaria. Peor, algunos neófitos sin escrúpulos comenzaron a seleccionar los perros para exactamente los criterios opuestos que habían prevalecido hasta entonces: Comenzaron selectivamente a criar los perros para mostrar agresividad al humano. Después de poco tiempo, estos individuos incrementaron la producción de Pit's agresivos hacia el humano llenando el "gran mercado". Esto, juntado con la propensión de los medios de comunicación a la simplificación y el sensacionalismo amarillista, dio lugar a la histeria anti-Pit Bull, la cual continúa actualmente. Debe ser evidente que, especialmente con esta raza, usted debe evitar este tipo de criadores. Encuentre un criador con una reputación nacional; investigue, por ejemplo, a los criadores que anuncian en revistas reconocidas. A pesar de la introducción de algunas malas prácticas de crianza en los últimos 15 años, la gran mayoría de los APBT siguen siendo muy amigables al humano. La Asociación Americana de Pruebas Caninas de Temperamento, que otorga títulos del temperamento para perros, señaló que el 95 % de todos los APBTs que hacen la prueba la aprueban, comparado con un 77 % para todas las razas en promedio. El APBT es la cuarta raza con mayor porcentaje de aprobación. Esto es preocupante, pues los perros que pasan las pruebas son adoptados por familias con otros perros o niños que confían en los resultados de estas pruebas y los resultados son fatalidades y muertes de parte de perros que jamás mostraron signos de agresión.
Hoy, el APBT todavía se utiliza (ilegalmente en los bajos fondos) como perro de peleas en los Estados Unidos; las peleas entre Pit Bull's también ocurren en otros países donde no hay leyes o donde los leyes existentes no se hacen cumplir. Sin embargo, la gran mayoría de los APBT, aunque se crían persiguiendo ese fenotipo y genotipo del antiguo animal de peleas. Una actividad que ha tenido mucho auge entre los entusiastas del APBT es la competición de arrastrar pesos, estas competiciones mantienen vivo el espíritu de competencia del APBT, pero sin sangre o dolor. El APBT está idealmente preparado para estas competiciones, en las cuales sus cualidades de nunca abandonar la lucha así como su fuerza bruta cuentan. Actualmente, los APBTs tienen varios récords mundiales en varias categorías de peso. Se ha visto a un APBT de 70-lb. arrastrar una mini-furgoneta!. Algunos APBTs se han entrenado consiguiendo buenos resultados en el deporte de Schutzhund; estos perros, sin embargo, son más la excepción que la regla
En la actualidad los amantes de la raza solo reconocen tres Standard el ADBA, el APDR y el UKC.

## Generalidades

### Nombre
La confusión de nombres comenzó cuando, a comienzos de los años 30, el American Kennel Club decidió separar a la raza como American Staffordshire Terrier, con el fin de diferenciarla del American Pit Bull Terrier que era la raza que se utilizaba como perro de pelea. El American Pit Bull Terrier no ha sido reconocido por el American Kennel Club, mientras que el American Staffordshire Terrier, que es ligeramente más pesado y robusto, sí ha sido reconocido.

### Reconocimiento
El Pit Bull Terrier Americano es una raza canina pura y reconocida internacionalmente por varias organizaciones, a ejemplo del Alianz Canine Worldwide, International Canine Kennel Club y World Kennel Union. Y es reconocido nacionalmente en su tierra natal por el UKC (United Kennel Club), ADBA (American Dog Breeders Association), NKC (National Kennel Club), APDR (American Preservation Dog Registry) y AADRI (All American Dog Registry International).
No es reconocido por la FCI y algunas otras organizaciones similares, ya que los creadores de esta raza la ven como una raza funcional, y en su mayoría creen que el reconocimiento por organizaciones que fomenten solo la estética podría perjudicar su funcionalidad. Por lo tanto, no hay esfuerzos para que el Pit Bull sea reconocido por organizaciones que solo aprecian la belleza.

### Características

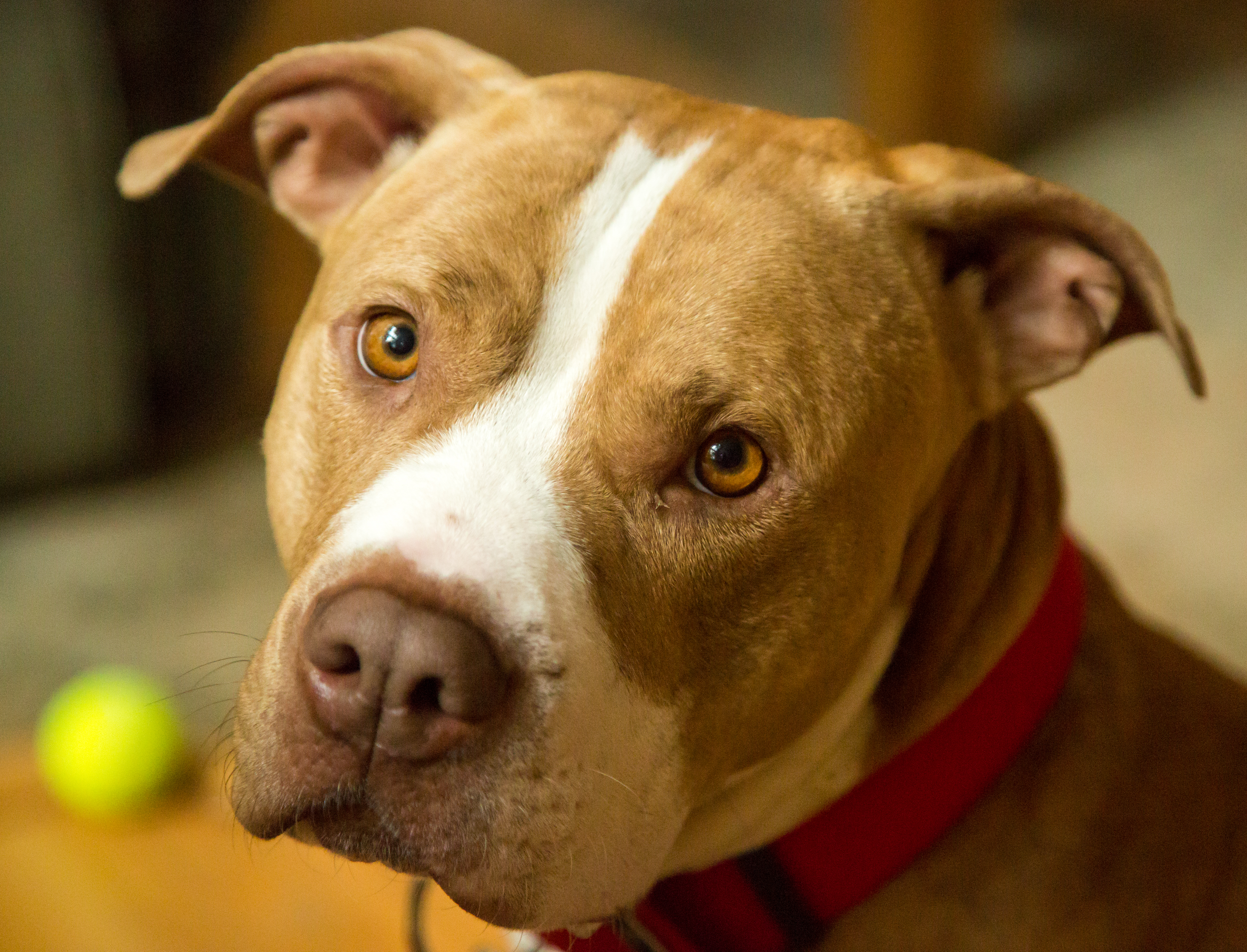
Perro pitbull café.

El APBT (American Pit Bull Terrier) es un perro de tamaño medio, los machos suelen pesar de 16 a 27 kg y las hembras de 13 a 25 kg. Son de constitución atlética y su cría se centra principalmente en el carácter y rendimiento del perro funcional.
La mala fama de esta raza se debe principalmente a que en Estados Unidos se utilizaban como perros de pelea, aunque actualmente es un delito. Estos animales siguen sufriendo la violencia y el maltrato de algunos criadores, que los entrenan para pelear. En la actualidad, en más de 200 condados de los Estados Unidos es una raza prohibida, su tenencia es un delito. Se aconseja socializar con otros perros desde cachorros para que a edad adulta la agresividad hacia otros animales sea menor o casi inexistente.

### Temperamento
El UKC da esta descripción del carácter del American Pit Bull Terrier:

«Las características esenciales del American Pit Bull Terrier son fuerza, confianza y alegría de vivir. Esta raza desborda entusiasmo. APBT son excelentes compañeros de familia. Debido a que la mayoría de APBT presentan algún nivel de agresión hacia otros perros y por su poderoso físico, requieren de un dueño que los socialice y entrene en obediencia. La agilidad natural de la raza hace que sea un escalador canino muy capaz, por lo que una buena barda será necesaria. El APBT no es la mejor opción para un perro de guardia, ya que son extremadamente amigables, incluso con extraños. El comportamiento agresivo hacia los seres humanos no es característico de la raza y es muy indeseable. Esta raza se maneja muy bien en los eventos o deportes de rendimiento, debido al buen nivel de inteligencia y su voluntad para trabajar».

## Descripción
Su cabeza es de longitud mediana, de forma rectangular; cráneo plano y ancho, con mejillas prominentes y sin arrugas. Su hocico es cuadrado, amplio y profundo. Sus mandíbulas son prominentes y robustas. Las orejas pueden estar cortadas o no. Los ojos son redondos y oscuros, separados entre sí y situados en una posición muy baja.
Su lomo es corto y fuerte, un poco arqueado en la zona lumbar, que debe estar levemente subida. La cola es de inserción baja que se estrecha hacia la punta. Las patas son grandes de huesos redondeados, con cuartillas rectas y verticales. El manto es brillante con pelo corto y áspero. De una amplia variedad de colores. El peso va en las hembras de 13 a 23 kg, y en los machos de 16 a 27 kg.
El estándar del United Kennel Club establece: "Es un perro fuerte, seguro de sí mismo, valiente, decidido y tiene una gran alegría de vivir. Le gusta agradar y está lleno de entusiasmo [...] Debido a que la mayoría de los American Pit Bull Terriers presentan cierto nivel de agresión contra otros perros así como el hecho de su bienestar físico potente, la raza necesita propietarios que los hagan sociabilizar cuidadosamente (con otros perros) y formen a su obediencia. El American Pit Bull Terrier no es la mejor opción para quienes buscan perros guardianes, ya que es extremadamente amigable incluso con extraños. El comportamiento agresivo hacia el ser humano no es característico de la raza, por lo tanto, es extremadamente indeseable."

## Estándar de la FIAPBT

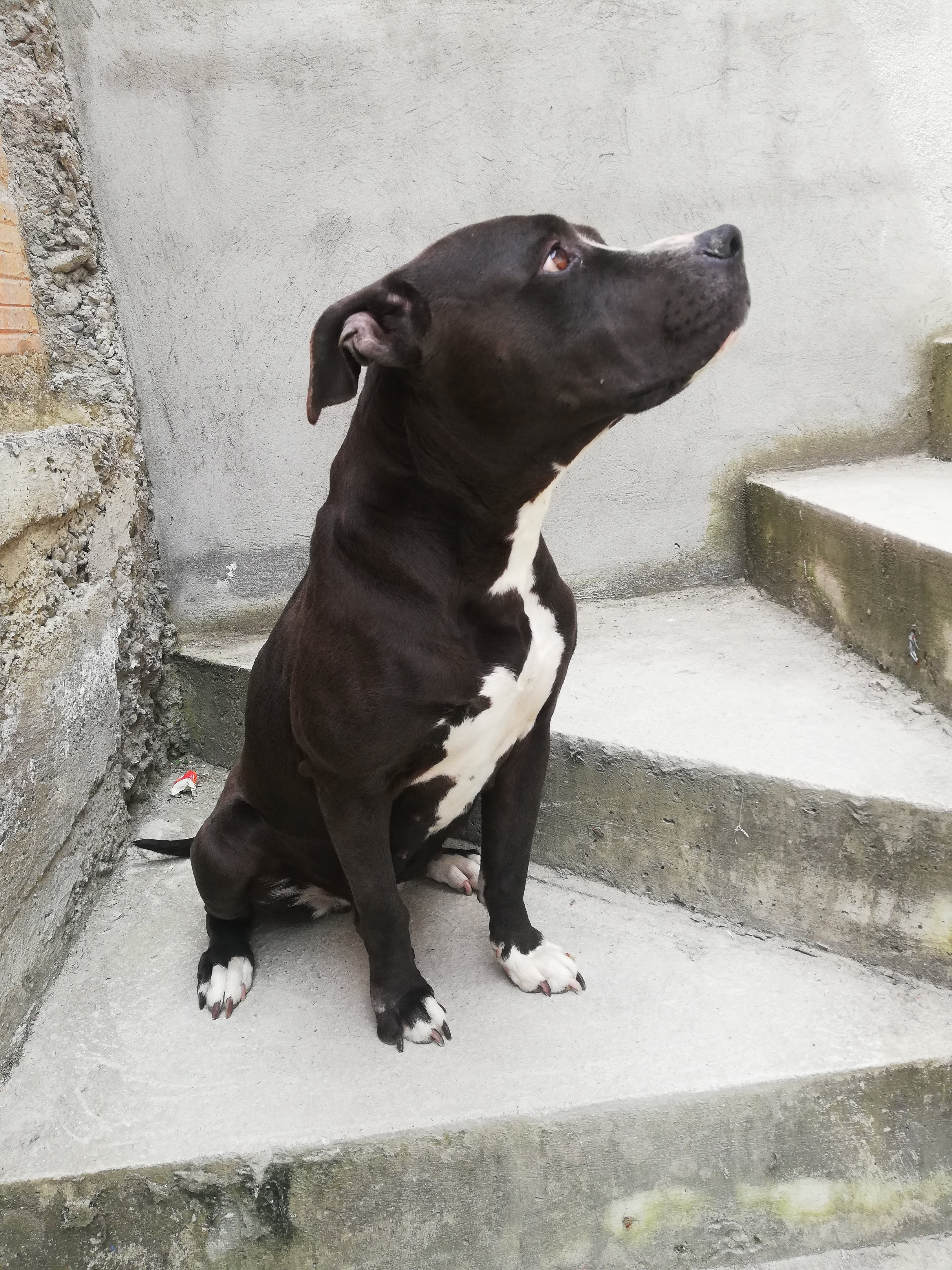
Pitbull hembra blanca y negra.

- Cabeza: una cabeza exagerada, simplemente le hará llevar un peso excesivo que le restará funcionalidad a la hora de realizar cualquier tipo de trabajo. Un APBT, a todos los efectos proporcionado en la cabeza, debe aparentar las dos terceras partes la anchura de los hombros y ser un 25 % más ancho en las mejillas que en el cuello a la base del cráneo. Desde la parte trasera del cráneo hasta el stop, debe ser la misma distancia que desde el stop hasta la punta de la nariz. El hocico será recto y de forma cuadrada. La profundidad desde la parte más alta de la cabeza hasta la parte más baja de la mandíbula es importante. La mandíbula se cierra por el músculo fosa temporal, ejerciendo la presión que necesita el animal sobre la apófisis coronoides mandibular. La cabeza tendrá una forma de cuña vista desde arriba o de lado, y cuando es vista de frente es redonda. No se aceptan perros con mucho labio.
- Ojos: Los ojos son redondos, separados entre sí y situados en una posición baja.
- Dentadura: Se admite el cierre en tijera (preferido), en tenaza y el prognatismo leve. Lo más importante en la dentadura de un APBT, que además, los jueces oficiales de esta raza canina es lo que tienen en cuenta en un examen del estándar, son los colmillos, que deben deslizarse los superiores por detrás de los inferiores.
- Nariz: Negro o rojo.
- Cuello: El cuello debe estar fuertemente musculado hasta la base del cráneo.

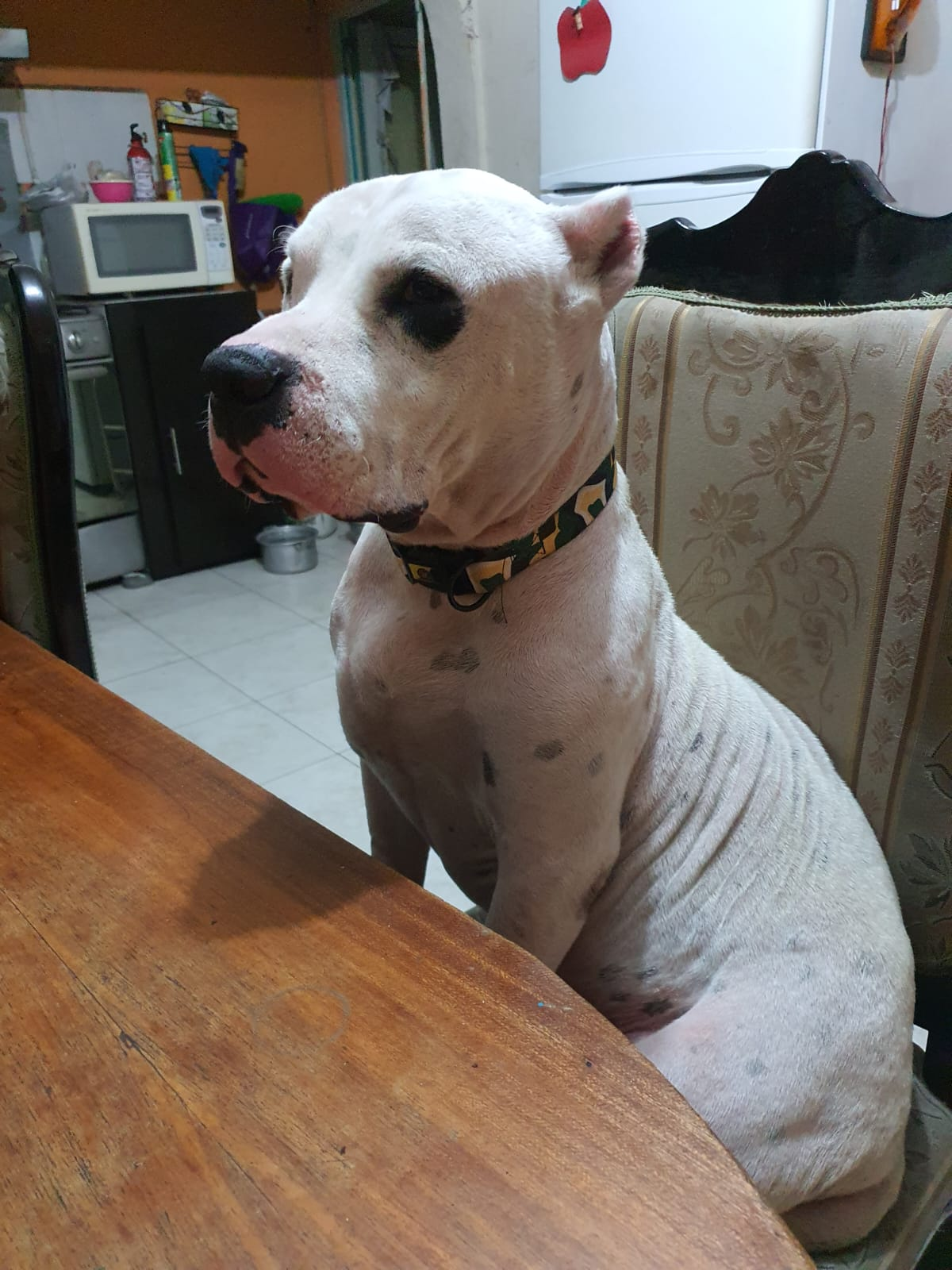
Pitbull blanco macho

- Tren trasero: Este es el tren motriz de cualquier animal de cuatro patas. Un 80 % del trabajo de un APBT se desarrolla en sus caderas y piernas traseras. Una cadera larga e inclinada es sumamente importante, pues dará más punto de apoyo al fémur, y este debe ser más corto que la tibia. La cadera debe ser ancha. Al ser de esta manera llevará consigo una amplia zona lumbar, permitiendo así una gran superficie para la inserción de los músculos del glúteo y del bíceps femoral, que son los más grandes motores del tren motriz.
- Parte delantera: El perro deberá tener las costillas profundas. Son anchas arriba, estrechándose hacia la parte de abajo. Las costillas albergan los pulmones, los cuales no son depósitos, sino bombas. Las costillas actúan como un fuelle. Su eficacia está relacionada en la diferencia entre el volumen de contracción y de expansión. La profundidad de las costillas da más sitio para pulmones más grandes. Los hombros deberán ser un poco más anchos que las costillas a la altura de la octava costilla. Hombros demasiado estrechos no aguantarán una estructura muscular adecuada, pero también una estructura de hombros demasiado ancha hace lento al animal y le añade demasiado peso innecesario. La escápula debe estar a 45 grados o algo menos de ángulo al suelo, y esta será ancha y plana. Los codos deben asentarse planos, con el húmero en un recorrido casi paralelo a la espina dorsal. El codo tiene que llegar por debajo de las costillas. El antebrazo, debe ser solo un poco más largo que el húmero y este debe ser grueso y sólido, casi dos veces el grosor de los metatarsianos a la altura del corvejón. Las patas delanteras y hombros deben de ser capaces de aguantar mucho trabajo y el grosor de las mismas aquí puede llegar a ser una virtud. Los pies deben ser pequeños e insertados altos en las ranillas o trabaderas.
- Rabo: El rabo estará insertado bajo; debe ser de largo hasta un poco antes de llegar a los corvejones. Este tiene una base gruesa disminuyendo hasta el final. Debe tener forma de manivela cuando el perro está relajado.
- Manto: El manto puede ser de cualquier color o combinación de los mismos,como por ejemplo el Blue Fawn. Debe ser corto y fuerte. El lustre del manto normalmente refleja la salud del APBT, señal de vital importancia.
- Piel: Debe ser gruesa y suelta, pero no con pliegues, a excepción del cuello y pecho, que debe estar lo suficientemente suelta para mostrar algunos pliegues verticales.
- Altura a la cruz: La altura a la cruz de los machos puede variar entre los 38 cm y los 48 cm, y en las hembras, desde los 35 cm hasta los 45 cm.
- Peso: A pesar de lo que mucha gente cree, los APBT son una raza canina pequeña, a lo sumo mediana, encontrando el peso de los machos que puede variar entre los 16 kg y los 28 kg, y las hembras desde los 13 kg hasta los 27 kg. Uno puede tener un ejemplar puro de APBT que pese tres o cuatro kilogramos por encima de estos pesos, pero desde luego tendría que estar gordo.
- Aspecto general: El APBT deberá ser cuadrado visto de lado, que la distancia desde el hombro hasta el punto de la cadera sea igual a la distancia del hombro hasta el suelo. El animal pisará alto y tendrá un máximo punto de apoyo para su peso corporal.

El American Pit Bull Terrier es un atleta completo. Su morfología está pensada para la velocidad, potencia, agilidad y vigor. Deberá estar equilibrado en todas las direcciones, demasiado de una cosa le roba de otra a la hora de realizar cualquier tipo de trabajo.

## Estándar de la United Kennel Club (UKC)

### Región facial
- Cabeza: longitud mediana, con una forma rectangular. cráneo plano y ancho, con orejas de implantación alta, mejillas prominentes y sin arrugas.
- Hocico: es cuadrado, amplio y profundo. las mandíbulas son prominentes y robustas. los dientes superiores tienden a encajar perfectamente por la parte exterior de los dientes inferiores.
- Orejas: pueden estar cortadas o no. Su inserción debe de ser alta y han de carecer de pliegues. son más bien cortas y se llevan erectas.
- Ojos: los ojos son redondos y oscuros. Separados entre sí y situados en una posición muy baja. están admitidos todos los colores. los párpados serán de color negro.
- Nariz: los orificios nasales son anchos y despejados. Están admitidos todos los colores.

### Extremidades
- Cuello: musculoso, ligeramente arqueado, pronunciado desde los hombros hasta la cabeza, sin pliegues.
- Hombros: fuertes y musculosos, con escápulas anchas y orientadas hacia abajo.
- Cola: corta en proporción con la talla del perro. Inserción baja que se estrecha hacia la punta. No debe ser arrastrada. no se aceptan las colas amputadas.
- Patas: grandes huesos redondeados, con cuartillas rectas y verticales, bastante fuertes. Pies de medianas dimensiones con dedos arqueados, su paso es ligero y firme, no se muestra torpe ni inseguro.
- Lomo: corto y fuerte. Se halla ligeramente inclinado sobre la grupa. Un poco arqueado en la zona lumbar, que debe estar levemente subida.
- Tórax: profundo y no excesivamente ancho, con el costillar bien visible.
- Costillas: unidas, bien visibles, las posteriores son muy anchas.
- Muslo: largo, con músculos muy desarrollados. Corvejones bajos y rectos.

### Pelaje
- Manto: debe de ser brillante con pelo corto y áspero.
- Color: cualquier color (puede ser combinado o un color entero) y distribución.

### Peso
Son preferibles los siguientes valores: hembras de 13 a 23 kg, machos de 16 a 27 kg.

### Tamaño
Hembras de 43 a 50 cm a la cruz, machos de 45 a 53 cm a la cruz.

## Estándar de la American Dog Breeders Association (ADBA)
Véase también American Dog Breeders Association.

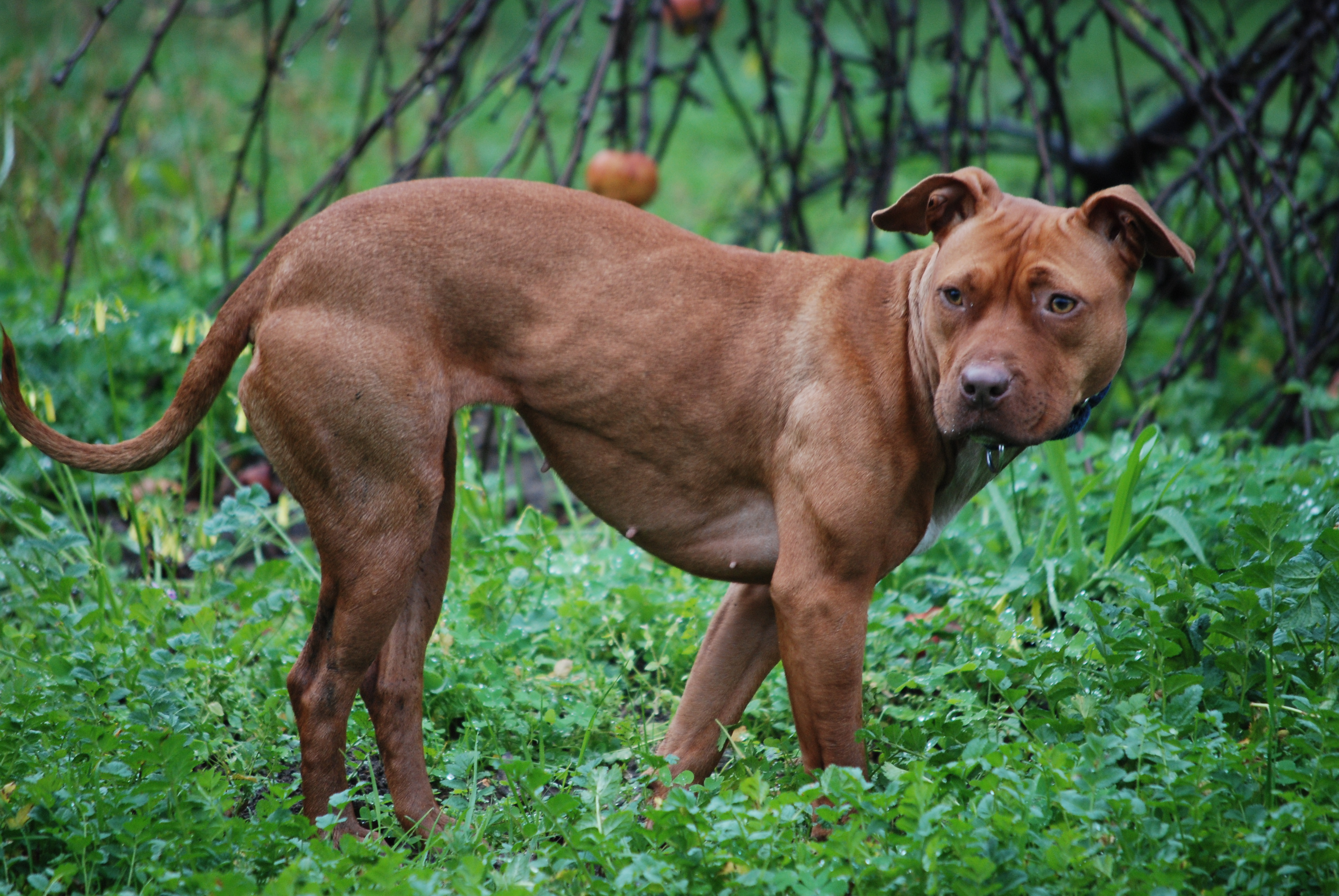
Pitbull color chocolate.

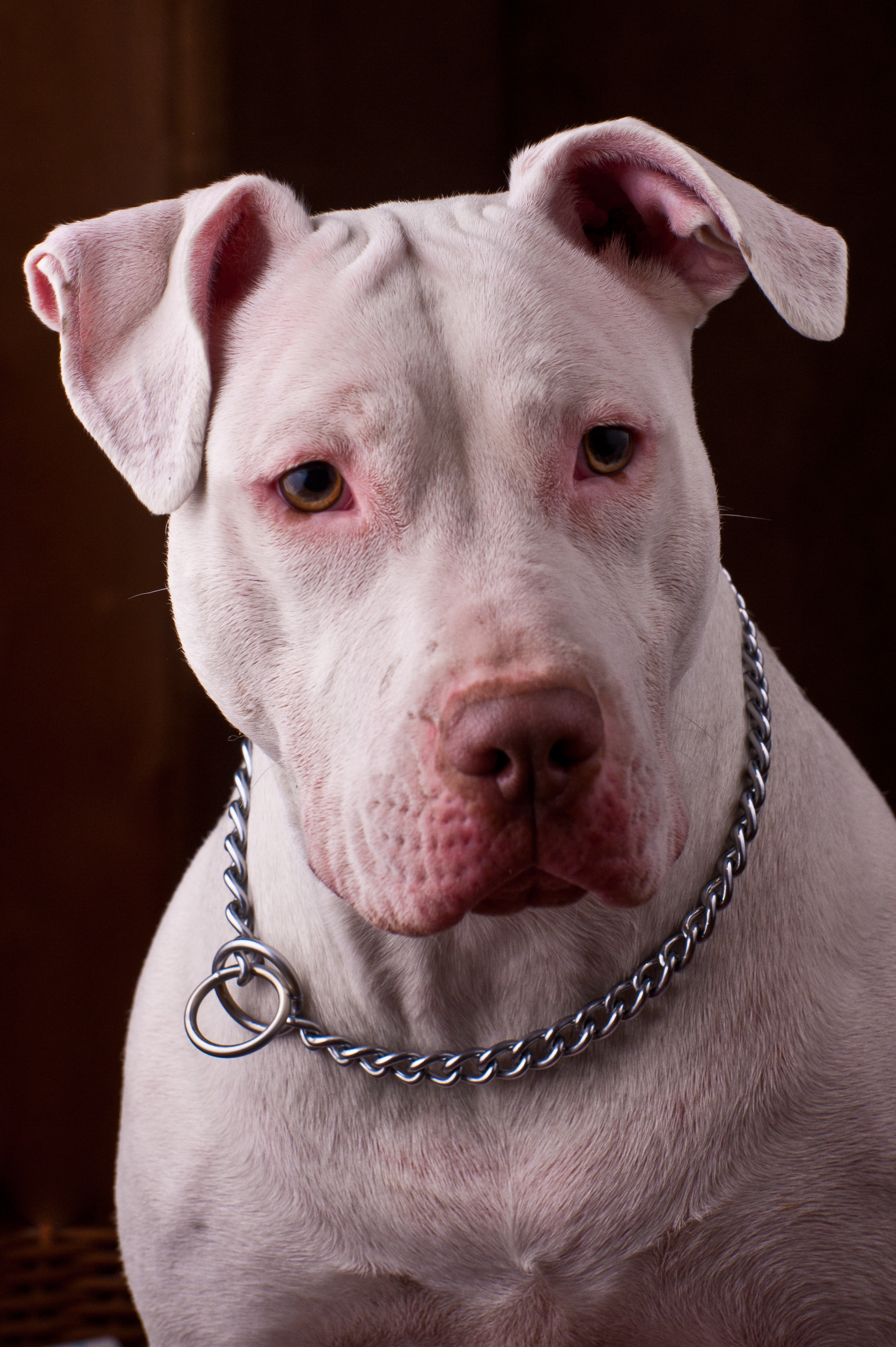
Un pitbull blanco hembra.

### Apariencia general
Visto de lado, el pitbull no es cuadrado, es decir no presenta la misma longitud desde el hombro hasta el muslo que desde el hombro hasta el suelo.
Cabeza
La conformación general del cráneo puede ser variable, visto desde arriba o de perfil tiene forma de cuña, visto frontalmente es redondo. Desde el frontal debe tener unas dimensiones equivalentes a dos tercios de la anchura de los hombros. Esta misma proporción es la que hay entre el vértice de la cabeza hasta el stop, y entre el stop y la punta de la nariz. la mandíbula ha de estar bien encajada y los dientes han de encajar con el llamado "cierre de tijera".
Cuello
Es potente, muy musculoso hasta la base del cráneo.
Lomo
El lomo es corto y fuerte.
Tórax
Profundo y bien moldeado, es estrecho, su funcionamiento es más eficaz cuanto mayor sea su capacidad de contraerse y dilatarse.
Tren anterior
El tren anterior es pesado, sólido y fuerte.
Tren posterior
Presenta cadera larga, inclinada y ancha para garantizar una mayor potencia de arranque.

### Región facial
Nariz
El revés de la nariz está bien desarrollado, con los orificios nasales bien anchos; el color no tiene importancia.
Ojos
Son redondos, atentos, situados en la parte baja del cráneo. Están admitidas todas las coloraciones.
Orejas
Cortadas o sin cortar, tienen un arranque alto, carecen de pliegues y su porte es recto.

### Extremidades
Hombros
Los hombros tienen una amplitud ligeramente superior a la caja torácica a la altura de la octava costilla. Los hombros demasiado estrechos no sostienen una musculatura adecuada para un perro que tiene que ser ágil y fuerte, los hombros demasiado anchos causan lentitud y pesadez en el movimiento y por lo tanto lo hacen más vulnerable.
Codos
Planos, fuertes, dan gran elasticidad al movimiento.
Húmero
Debe resultar lo más paralelo posible a la columna vertebral.
Patas
Las patas son pequeñas y se apoyan sobre las falanges.
Cola (Espira)
Nunca es gruesa en la base, acabada en punta y larga hasta el corvejón. El porte es bastante bajo.

### Movimiento
El pitbull tiene movimientos ligeros y elásticos, pero que ponen de manifiesto su fuerza y su proverbial valentía.

### Pelaje
Piel
La piel es gruesa, sin pliegues, bien pegada al cuerpo en todas partes, a excepción de cuello y tórax.
Manto
El pelo corto, compacto, áspero y tupido. Están aceptados todos los colores.

### Peso
Machos y hembras: hasta 34 kg.

## Peligrosidad

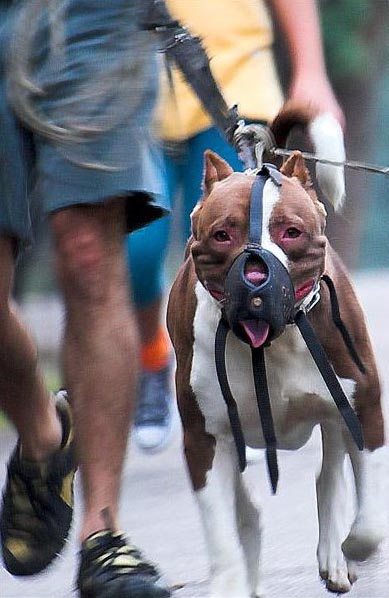
Un pitbull de paseo con correa y bozal.

Merritt Clifton, editor de la publicación estadounidense Animal People News, ha confeccionado, a partir de noticias de la prensa, unos registros de muertes y mordeduras graves por ataques de perros en Estados Unidos y Canadá desde septiembre de 1982 hasta el 22 de diciembre de 2009. Se contabilizaron los ataques "por perros de raza o linaje determinados por las autoridades de control de animales u otros de acreditada experiencia y que se mantenían como mascotas." Clifton admite que el registro "no es de ningún modo una lista completa de ataques mortales o graves de perros", ya que excluye a "perros de raza incierta, ataques por perros policía, perros guardianes y perros entrenados específicamente para pelear". En el estudio constaron 345 personas muertas por perros en dicho periodo de 27 años, de los cuales los "pit bull terriers" y sus cruces con otras razas fueron responsables de la muerte de 159, esto es, de cerca del 46 % de las muertes. En las dos décadas de 1991 a 2010, 6 de las 21 muertes por ataque de perros en España fueron debidas a pitbull.

### Legislación específica de la raza
Reino Unido, Brasil, Australia, Ecuador, Malasia, Nueva Zelanda, el territorio de Puerto Rico, Singapur, Venezuela, Trinidad y Tobago, Dinamarca, Israel, Francia, Alemania, Noruega, Polonia, Portugal, Rumania, España, Suiza y Turquía han promulgado algún tipo de legislación específica sobre razas en perros tipo pitbull, incluidos los American Pit Bull Terriers, que van desde prohibiciones absolutas hasta restricciones a la importación y condiciones de propiedad. El estado de Nueva Gales del Sur en Australia impone restricciones a la raza, incluida la esterilización obligatoria.
Ciertas ciudades de los Estados Unidos han prohibido la propiedad del American Pit Bull Terrier, así como la provincia de Ontario, Canadá. En el Reino Unido, es ilegal poseer, vender, abandonar, regalar o criar un Pit Bull Terrier. En los últimos años, las restricciones han disminuido con más de 64 derogaciones desde 2018.
En 2014, surgieron nuevas evidencias estadísticas con respecto a la prohibición en toda la provincia de "pit bulls", más específicamente el American Pit Bull Terrier y el American Staffordshire Terrier, en la provincia canadiense de Ontario. Desde que se implementó la prohibición, las mordeduras de perros que involucraban tipos de pitbull, según lo identificado por los propietarios o los investigadores de la ciudad, habían disminuido considerablemente a medida que disminuían las poblaciones registradas de estas razas en la ciudad más grande de la provincia, Toronto. Sin embargo, "las mordeduras de perros reportadas en Toronto han ido en aumento desde 2012, y en 2013 y 2014 alcanzaron sus niveles más altos de este siglo, incluso cuando los pitbulls y perros similares se acercaban a la extinción local", y la evidencia publicada en Global News implica a varios otros las razas de perros habían contribuido al aumento.
Australia ha prohibido la importación de razas específicas, incluyendo la de pit bull, y requieren la castración de todos los perros existentes de esas razas en un intento para eliminar lentamente la población.
En Malta es ilegal tener a un pitbull terrier, y si esos perros son introducidos en Malta, la persona responsable es juzgada y los perros atrapados y sacrificados. En España, Colombia y Chile deben usar bozal y correa al pasear; si no cumple con estos requerimientos el dueño es multado.
En Venezuela, a partir del 2010, cada ejemplar deberá ser registrado ante las autoridades municipales. No obstante dichos animales deberán permanecer permanentemente en condiciones de cautividad. La tenencia o cría de perros de esta raza, pasó a ser completamente ilegal el 31 de diciembre de 2014.
En Bogotá (Colombia) están en la lista de "perros peligrosos", junto con otras razas como Tosa Inu y el Fila Brasilero. Este decreto obliga a registrarlos en una alcaldía local, comprar un seguro y únicamente pasearlos con bozal y atados.
En España está considerada como una razas de perro potencialmente peligrosa por Real Decreto, por lo que para su posesión se debe obtener la Licencia para tenencia de perros potencialmente peligrosos y registrarlo en el Registro Municipal de animales potencialmente peligrosos correspondiente. Una de las cosas que se exige para obtener esta licencia es poseer un seguro de responsabilidad civil a terceros.
En México, se han dado muchas muertes y mutilaciones debido a esta raza, que ha crecido en popularidad a causa de su empleo en peleas ilegales de perros.